# Bruno Foà
Bruno Foà (Napels, 8 december 1905 – Philadelphia, 4 oktober 1999) was een Italiaans advocaat en econoom. Hij was hoogleraar aan de universiteit van Messina (1932-1935) en de universiteit van Bari (1935-1938), tijdens het fascistisch bewind in het koninkrijk Italië. Na de Tweede Wereldoorlog werd hij Amerikaans staatsburger (1946) en economisch adviseur. Hij was gastprofessor economie aan meerdere Amerikaanse universiteiten en in Jeruzalem.

## Levensloop

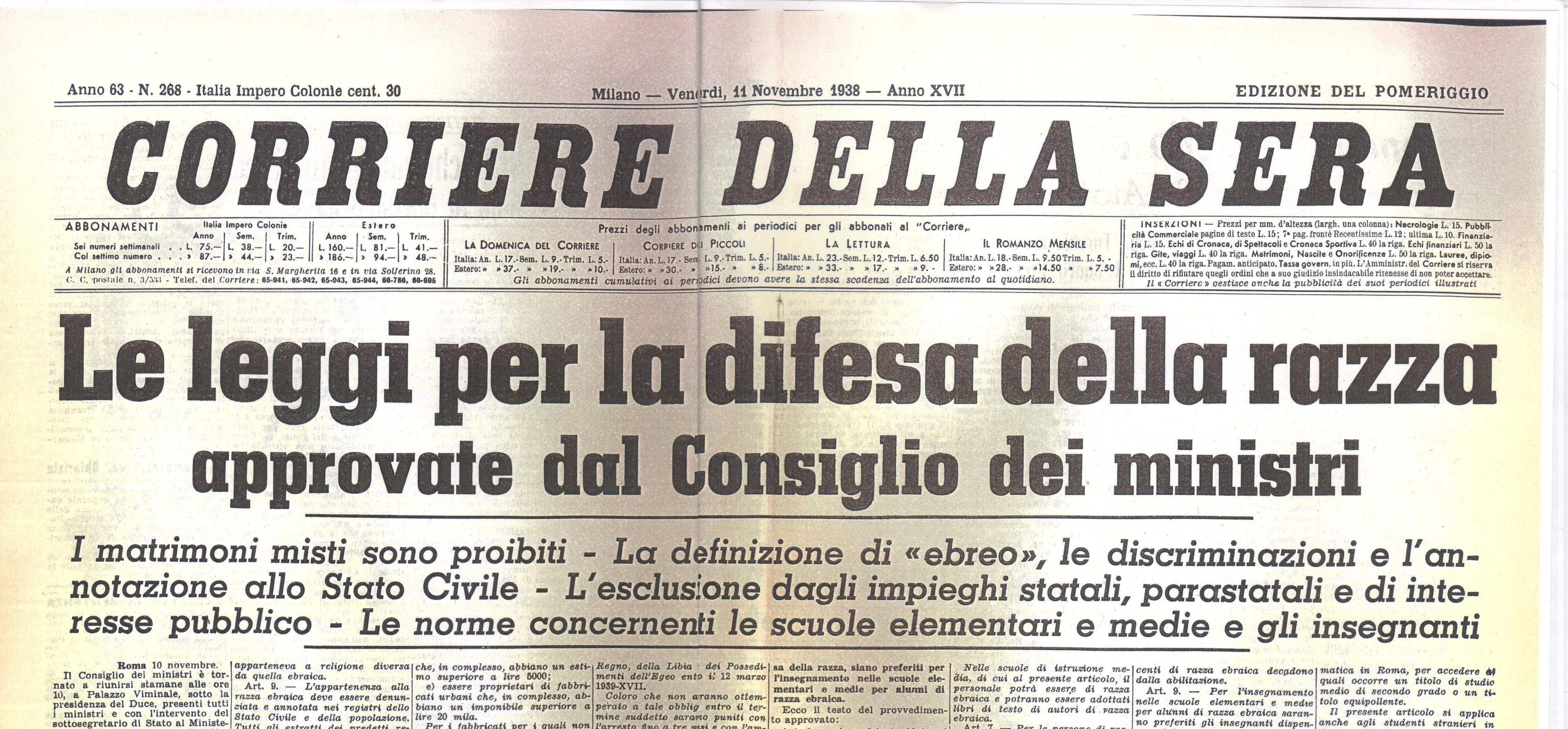
Rassenwetten in Italië (1938); krant Corriere della Sera

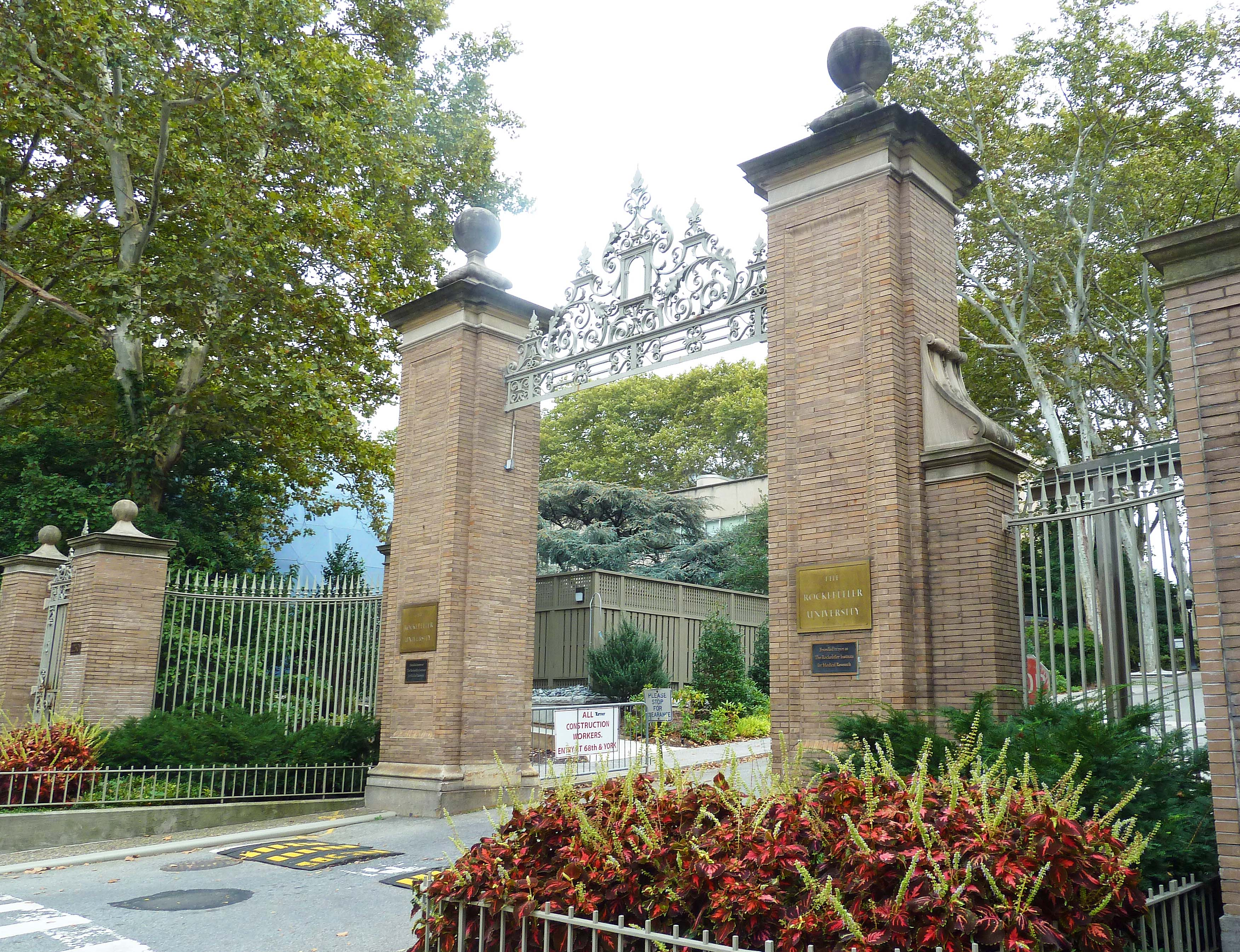
Rockefeller Instituut in New York

### Jonge jurist en economist
Foà groeide op in een Joodse familie. Het koninkrijk Italië werd bestuurd door het fascistisch bewind van Mussolini. Foà behaalde de graad van jurist en econoom (1926) aan de universiteit van Napels, zijn geboortestad. Van 1927 tot 1928 werkte hij met Chaim Weizmann in Londen voor de Zionistische Wereldorganisatie. Bij zijn terugkomst in Italië in 1928 werkte Foà als advocaat in Napels, en dit tot het jaar 1932. Vanaf 1932 bekleedde Foà de leerstoel economische politiek en statistiek aan de universiteit van Messina. Hij was aan de leeftijd van 28 jaar de jongste hoogleraar economie die het koninkrijk Italië gekend had. Deze leerstoel ruilde hij in 1935 in voor een leerstoel bedrijfseconomie aan de universiteit van Bari. In 1937 huwde hij met Lisa Haimann, een vluchtelinge die vanuit München naar Napels gevlucht was.

### Londen
Met de afkondiging van de rassenwetten (1938) vluchtte het echtpaar Foà naar Londen. Foà gaf les als gastdocent aan de London School of Economics. Tevens had hij een inkomen door te werken bij de BBC en bij de National Institute of Economic and Social Research. Ze verbleven er tot 1940.

### Princeton
In 1940 kwam het Verenigd Koninkrijk in open oorlog met Nazi-Duitsland. Het echtpaar Foà reisde door naar Princeton (New Jersey) in de Verenigde Staten. Vanaf 1940 studeerde Foà aan de Princeton-universiteit. Hij leefde er van een beurs van de Rockefeller Foundation. 

### Washington
Nog tijdens de Tweede Wereldoorlog verhuisde het echtpaar van Princeton naar Washington D.C.. Foà werkte er rechtstreeks voor de Rockefeller Foundation. Tevens deed de Amerikaanse overheid beroep op zijn diensten als econoom: hij werkte voor het Bureau van Latijns-Amerikaanse Zaken, het Bureau van Inter-Amerikaanse Zaken en de Federal Reserve Bank. Naar het einde van de oorlog publiceerde Foà over (toekomstige) Marshallplan-investeringen in het geteisterde Italië.

### New York
In 1945 verhuisde het echtpaar Foà naar New York. Voor Foà begon een carrière als economisch adviseur met talrijke handelscontacten, ook buiten de Verenigde Staten. In 1946 zegde hij zijn leerstoel in Bari op met het verwerven van het Amerikaans staatsburgerschap. Hij legde zich over de jaren verder toe op de financiering van de wederopbouw na de oorlog; hij publiceerde hierover in Amerikaanse en Italiaanse tijdschriften. Foà werd gastprofessor economie aan de universiteit van Pennsylvania en aan andere universiteiten. Hij reisde meermaals naar Europa en naar Israël. In Jeruzalem was hij gastprofessor aan de Hebreeuwse Universiteit. Zijn Zionistische ideeën publiceerde hij eveneens.
Al de brieven en manuscripten van Foà werden postuum bezorgd aan de Duke University in Durham (2006), waar ze bewaard zijn in de boekencollectie van David M. Rubenstein.